# Constantin Movilă
Constantin Movilă est le prince de Moldavie en 1607 et de 1607 à 1611. 
La monarchie est élective dans les principautés roumaines de Moldavie et de Valachie, comme en Transylvanie et en Pologne voisines : le prince (voïvode, hospodar ou domnitor selon les époques et les sources) est élu par (et souvent parmi) les boyards : pour être nommé, régner et se maintenir, il s'appuie sur les partis de boyards et fréquemment sur les puissances voisines, habsbourgeoise, polonaise, russe et surtout ottomane, car jusqu'en 1859 les deux principautés sont vassales de la « Sublime Porte » ottomane dont elles sont tributaires.
Fils du prince Ieremia Movilă et poussé par sa mère, l'ambitieuse Erszébet Csomortany de Losoncz, il s'empare par deux fois du trône moldave au détriment de son cousin Mihai Movilă, fils de Simion Ier Movilă en 1607.
En 1610 il accueille le prince Radu X Șerban de Valachie exilé. L’année suivante il est détrôné par Ștefan Tomșa le second qui se dit fils homonyme d’un éphémère prince de Moldavie, Ștefan VII Tomșa. 
Réfugié en Pologne il tente de retrouver le trône à la tête d'une armée rassemblée par ses beaux-frères polonais. Vaincu à la bataille de Cornul Lui Sas, il doit repasser le Dniestr mais une fois sur la rive gauche, il est capturé par les Tatars, leur échappe et se noie dans le fleuve en juillet 1612 à l'âge d’environ 17 ans. 

## Sources
- Alexandru Dimitrie Xenopol Histoire des Roumains de la Dacie trajane : Depuis les origines jusqu'à l'union des principautés. E Leroux Paris (1896)
- Nicolas Iorga Histoire des Roumains et de la romanité orientale. (1920)
- (ro) Constantin C. Giurescu & Dinu C. Giurescu, Istoria Românilor Volume III (depuis 1606), Editura Ştiinţifică şi Enciclopedică, Bucureşti, 1977.
- Jean Nouzille La Moldavie, Histoire tragique d'une région européenne, Ed. Bieler,  (ISBN 2-9520012-1-9).
- Gilles Veinstein, Les Ottomans et la mort   (1996)   (ISBN 9004105050).
- Joëlle Dalegre Grecs et Ottomans 1453-1923. De la chute de Constantinople à la fin de l’Empire Ottoman, L’Harmattan Paris (2002)   (ISBN 2747521621).

## Note
1. ↑  Le candidat au trône devait ensuite "amortir" ses "investissements" par sa part sur les taxes et impôts, verser en outre le tribut aux Ottomans, et s'enrichir néanmoins. Pour cela, un règne d'au moins un an est nécessaire, mais la "concurrence" est rude, certains souverains ne parvenaient pas à se maintenir assez longtemps sur le trône, et devaient ré-essayer. Cela explique la brièveté de beaucoup de règnes, les règnes interrompus et repris, et parfois les règnes à plusieurs (co-princes). En fait, le gouvernement était assuré par le Mare Vornic (premier ministre), ses ministres (spatar-armée, vistiernic-finances, paharnic-économie, logofat-intérieur... approximativement) et par le Sfat domnesc (conseil des boyards).
Concernant le tribut aux Turcs, la vassalité des principautés roumaines envers l'Empire ottoman ne signifie pas, comme le montrent par erreur beaucoup de cartes historiques, qu'elles soient devenues des provinces turques et des pays musulmans. Seuls certains territoires moldaves et valaques sont devenus ottomans : en 1422 la Dobrogée au sud des bouches du Danube, en 1484 la Bessarabie alors dénommée Boudjak, au nord des bouches du Danube (ce nom ne désignait alors que les rives du Danube et de la mer Noire), en 1538 les rayas de Brăila alors dénommée Ibrahil et de Tighina alors dénommée Bender, et en 1713 la raya de Hotin. Le reste des principautés de Valachie et Moldavie (y compris la Moldavie entre Dniestr et Prut qui est appelée Bessarabie en 1812, lors de l'annexion russe) conservent leurs propres lois, leur religion orthodoxe, leurs boyards, princes, ministres, armées et autonomie politique (au point de se dresser plus d'une fois contre le Sultan ottoman). Les erreurs cartographiques et historiques sont dues à l'ignorance ou à des simplifications réductrices. Voir Gilles Veinstein et Mihnea Berindei : L'Empire ottoman et les pays roumains, EHESS, Paris, 1987.